# Mleko surowe
Mleko surowe – mleko uzyskane z gruczołów mlecznych zwierząt hodowlanych, które nie zostało podgrzane do temperatury powyżej 40°C ani nie zostało poddane żadnej innej obróbce o równoważnym skutku.